# 尋龍傳說
是一部2016年美國奇幻冒險片，由大衛·羅利執導並與Toby Halbrooks共同撰寫劇本。本片為由馬爾柯姆·馬摩斯坦編劇的1977年歌舞電影《妙妙龍》的重拍版。
電影由布萊絲·達拉斯·霍華、奥克斯·弗格雷、韋斯·本特利、卡爾·厄本、烏娜·勞倫斯和勞勃·瑞福主演。片中巨龍艾略特的特效是由Weta數位製作。《尋龍傳說》最先於2016年8月8日在埃爾卡皮坦劇院首映，華特迪士尼工作室電影則排於2016年8月12日在北美上映（包括2D、迪士尼數位3D和RealD 3D版）。

## 劇情簡介
故事敘述美國西北部森林的護林員葛瑞絲意外地發現獨自在森林中生活六年的小男孩彼得，並得知了彼得的好友巨龍艾略特，但在葛瑞絲打算查清彼得和巨龍的由來的同時，親戚獵人蓋文卻企圖得到巨龍....。

## 角色
- 布萊絲·達拉斯·霍華 飾演 葛瑞絲
- 奥克斯·弗格雷 飾演 彼得
- 韋斯·本特利 飾演 傑克
- 卡爾·厄本 飾演 蓋文[5]
- 烏娜·勞倫斯 飾演 娜塔莉
- 勞勃·瑞福 飾演 Mr. Meacham 葛瑞絲的父親
- 小伊塞亞·維特洛克（英语：Isiah Whitlock Jr.） 飾演 Sheriff Gene Dentler
- 吉姆·麥卡奇（英语：Jim McLarty） 飾演 Ranger Wentworth
- 約翰·卡西爾（英语：John Kassir） 飾演 the voice of Elliot the Dragon

## 評價
爛番茄新鮮度88%，基於243條評論，平均分為7.4/10，而在Metacritic上得到71分，收穫普遍好評。

## 票房
電影在美國於2016年8月12日上映，並與《腸腸搞轟趴》、《走音天后》共同競爭；美國首映週末開出了2151萬美元的票房，位居當週第三，隔週獲1134萬美元位居當週第五。

## 榮譽
| 獎項                       | 名字                                                    | 結果 |
| -------------------------- | ------------------------------------------------------- | ---- |
| Truly Moving Picture Award | 大衛·羅利 華特迪士尼影業 華特迪士尼工作室電影（經銷商） | 獲獎 |

## 外部連結
- 官方网站
- 互联网电影数据库（IMDb）上《尋龍傳說》的资料（英文）
- Box Office Mojo上《尋龍傳說》的資料（英文）
- Metacritic上《尋龍傳說》的資料（英文）
- 爛番茄上《尋龍傳說》的資料（英文）
- AllMovie上《尋龍傳說》的资料（英文）
- 開眼電影網上《尋龍傳說》的資料（繁體中文）
- 时光网上《尋龍傳說》的資料（简体中文）
- 豆瓣电影上《尋龍傳說》的資料 （简体中文）